# 上层中产阶级

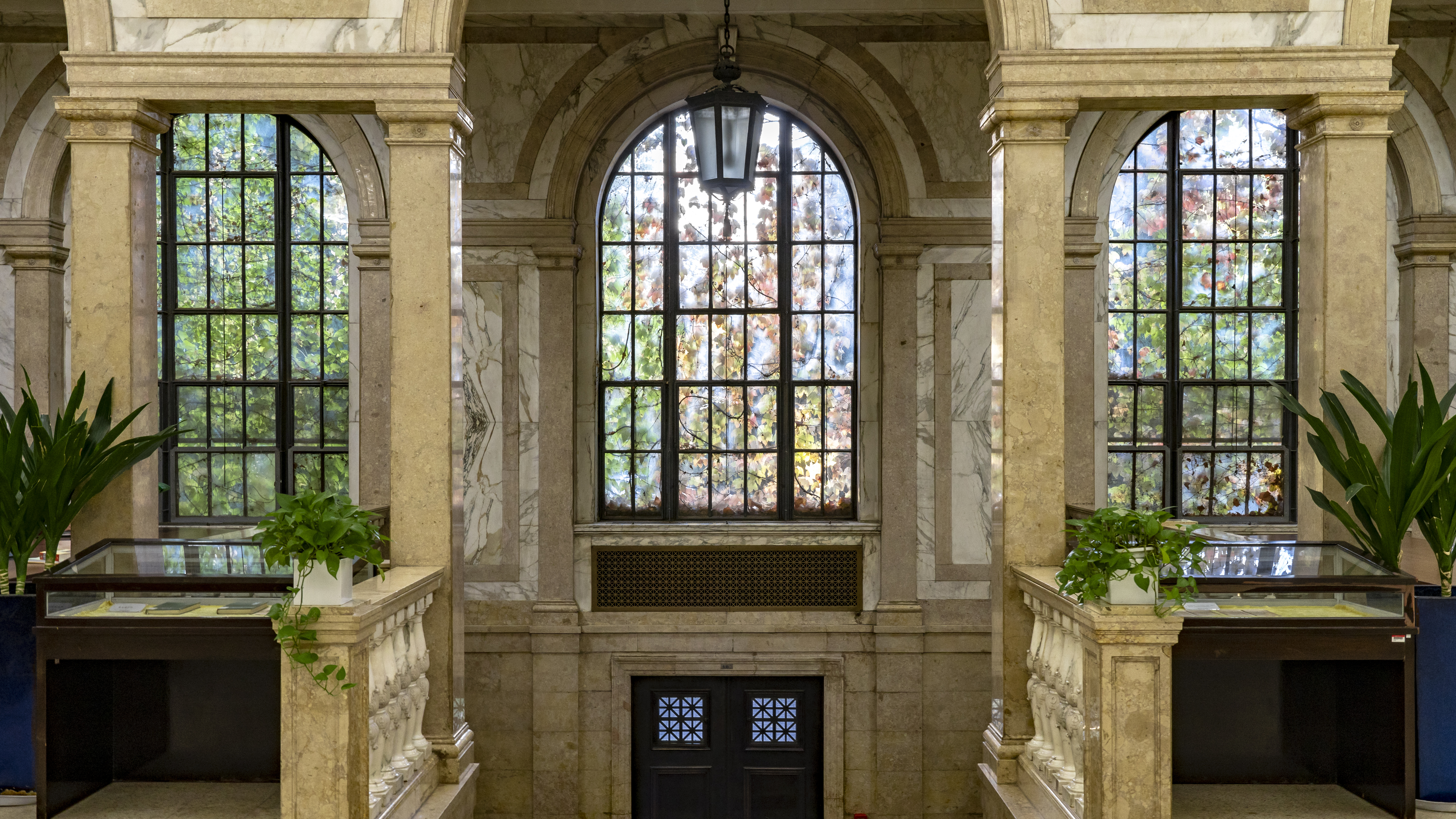
质量更为优良的高等教育是上层中产阶级最明显的特征之一。

上层中产阶级（Upper middle class）在社会学中是指在中产阶级内整体上拥有相对更高收入水平和地位的成员所组成的社会阶级。这与下层中产阶级一词相反，后者用于指代中产阶级的另一端的组以及更广泛的中产阶级。关于如何定义上层中产阶级存在很大的争论。根据社会学家马克斯·韦伯（Max Weber）的说法，上层中产阶级由受过至少研究生学位的良好教育并且拥有更理想收入的专业人士所构成。
美国的上层中产阶级的定义类似地使用收入，教育和职业为主要指标。在美国，上层中产阶级被定义为主要由白领专业人士组成，他们不仅具有高于平均水平的个人收入和高级教育学位，而且在其工作中的自由度更高。中上级个体的主要职业任务倾向于以概念化，咨询和指导为中心。

### 引文
1. 1 2  Thompson & Hickey 2005.
2. ↑  Eichar 1989.
3. ↑  Ehrenreich 1989.

## 阅读资料
- Bagley, Bruce Michael. . Hanratty, Dennis M.; Meditz, Sandra W.  (编).  (PDF) 4th. Washington: Government Printing Office. 1990: 87–90  [21 October 2017]. （原始内容存档 (PDF)于18 February 2017）.
- Lamont, Michèle. . Chicago: University of Chicago Press. 2012. ISBN 978-0-226-92259-1.